# Siódmy dzień tygodnia
Siódmy dzień tygodnia – cotygodniowa audycja publicystyczna emitowana w Radiu Zet, prowadzona w latach 2001–2016 przez Monikę Olejnik, a od marca 2021 przez Andrzeja Stankiewicza. Audycja emitowana jest w każdą niedzielę między 9.00 a 10.00 (od września 2022 do czerwca 2023 w każdą sobotę pod nazwą Szósty dzień tygodnia), a powtórka następnego dnia między 3.00 a 4.00. Audycja nie jest emitowana w okresie wakacyjnym.
Program polega na wspólnym komentowaniu wydarzeń politycznych kończącego się tygodnia przez zaproszonych do studia polityków z partii i kół posiadających swoich parlamentarzystów w Sejmie, Senacie i Parlamencie Europejskim oraz przedstawiciela Kancelarii Prezydenta RP.
Od marca 2021 program jest realizowany we współpracy z portalem Onet.pl, który nadaje go również na żywo w Internecie na swojej stronie głównej i w mediach społecznościowych. We wrześniu 2022 roku program zmienił nazwę na Szósty dzień tygodnia, został przeniesiony na sobotę i pod tą nazwą był nadawany do 1 lipca 2023 roku. Prowadzący i godzina emisji pozostały bez zmian. Od września 2023 program ponownie jest emitowany w niedzielnym paśmie.